# Ричвуд (Охајо)
Ричвуд (енгл. Richwood) град је у америчкој савезној држави Охајо.

## Демографија
По попису из 2010. године број становника је 2.229, што је 73 (3,4%) становника више него 2000. године.
| Група             | 2000.         | 2010.         |
| Белци             | 2.109 (97,8%) | 2.178 (97,7%) |
| Афроамериканци    | 5 (0,2%)      | 10 (0,4%)     |
| Азијати           | 2 (0,1%)      | 1 (0,0%)      |
| Хиспаноамериканци | 7 (0,3%)      | 16 (0,7%)     |
| Укупно            | 2.156         | 2.229         |